# Ourapteryx sinata
Ourapteryx sinata là một loài bướm đêm trong họ Geometridae.